# 川崎市立桜本中学校
川崎市立桜本中学校（かわさきしりつ さくらもとちゅうがっこう）は、神奈川県川崎市川崎区池上新町にある公立中学校。

## 沿革
- 1955年（昭和30年） - 創立。

## 教育目標
- 「自ら考え、学び合い、共に生きる」生徒
  - 礼儀正しく、常に感謝する心を持つ生徒
  - 心身を鍛え、強い意志と実行力を持つ生徒
  - 知識技能を修得し、豊かな情操と品位を持つ生徒
  - 集団の中で、自主的に行動し、協力し合う生徒
  - すべての人を尊重する心を持ち、国際的視野に立つ生徒

## 通学区域
- 桜本1丁目、2丁目
- 池上新町1丁目
- 池上町
- 浜町3丁目、4丁目
- 藤崎4丁目19～33番
- 浅野町

## 出身有名人
- 大古誠司（元バレーボール選手（元全日本代表）
- ジャッキー佐藤（元女子プロレスラー）
- 春日富士晃大（元大相撲力士）
- 高橋浩祐（ジャーナリスト）
- Bark （ラッパー、BAD HOPの元メンバー）